# Sabin Etxea
Sabin Etxea (en euskera, Casa de Sabino, refiriéndose a Sabino Arana) se encuentra ubicada en el número 16 de la calle Ibáñez de Bilbao, en el barrio de Abando de la villa de Bilbao y constituye la sede central del Partido Nacionalista Vasco.
Sabin Etxea está construida sobre el solar de la antigua casa de la familia de Sabino Arana Goiri y conserva en su interior algunos trozos o escombros como por ejemplo la barandilla metálica de uno de los balcones de la casa original.

## Historia

### Edificio histórico
En el año 1857 Santiago Arana Ansostegi, propietario de un próspero astillero en las orillas del Nervión y padre de Sabino Arana Goiri, decide construir un palacete de estilo neovasco para que haga las funciones de hogar familiar. En ella transcurrirá Arana la gran mayoría de su juventud y su madurez. Posteriormente, tras la proclamación de la Segunda República, el edificio fue alquilado y habilitado como «batzoki» (sede social del PNV) y sede central del Euzkadi Buru Batzar, a iniciativa de Luis Arana, hermano de Sabino. La nueva sede central del PNV sería inaugurada a comienzos de 1932. Se mantuvo en esta función hasta la Guerra civil.
En 1937, tras la conquista de Bilbao por parte de los franquistas, el edificio fue incautado por Falange. En el mismo se instalaría la sede de Auxilio Social en Bilbao, situación en la que se mantuvo durante varios años. En diciembre de 1960, siendo José Macián Pérez gobernador civil de Vizcaya, se decidió su derribo. El edificio sería demolido entre 1960 y 1961. El solar resultante quedó vacío durante décadas. Ya en la democracia se utilizó como lugar para la celebración de ceremonias conmemorativas.

### Actual Sabin Etxea

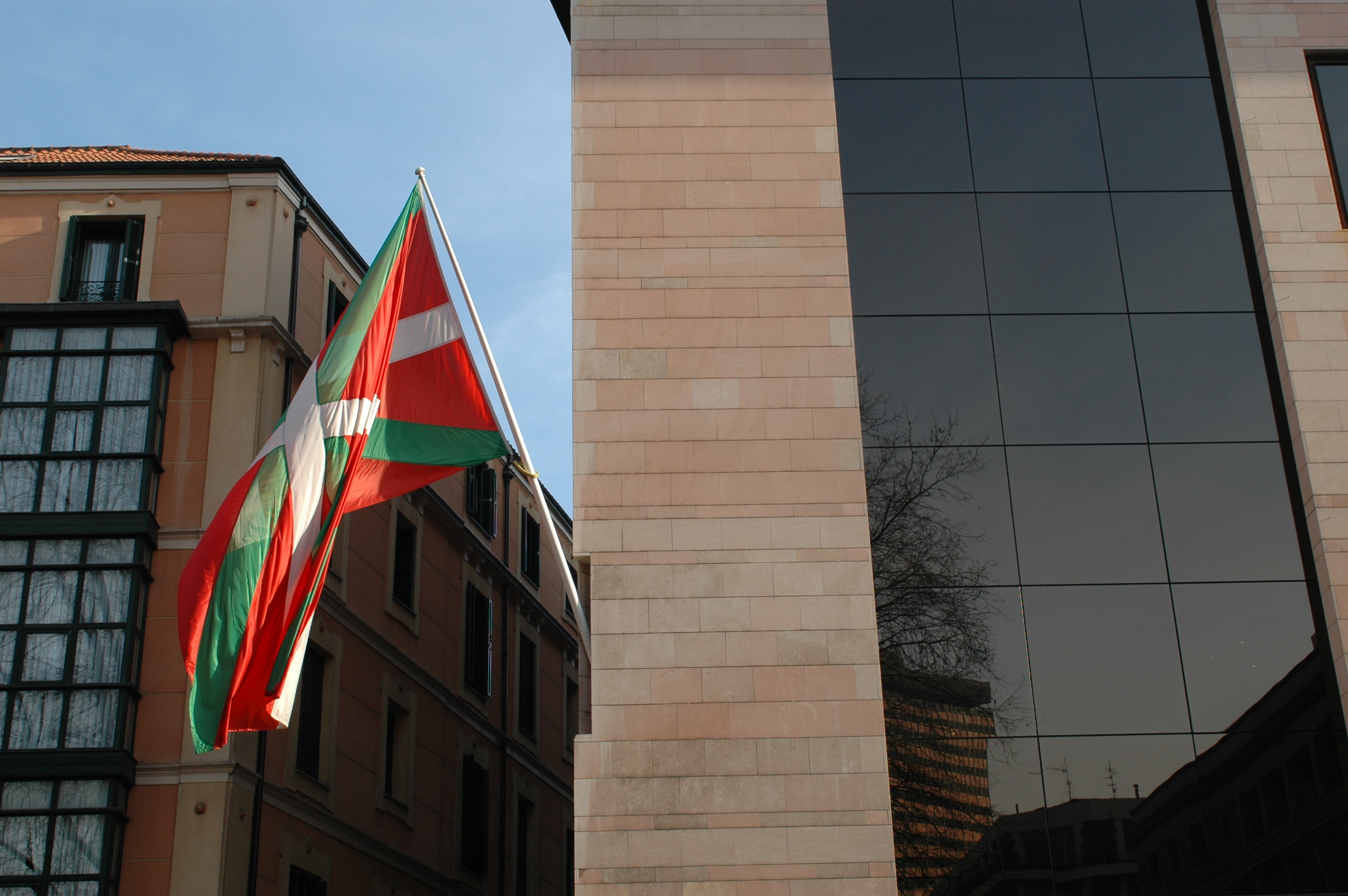
Ikurriña en Sabin Etxea.

En 1979 el PNV adquirió el solar vacío. En 1988 se retoma la idea de construir una nueva Sabin Etxea sobre el terreno que ocupara la original. Por tal motivo se convoca un concurso restringido e interno dirigido a arquitectos de EAJ/PNV para redactar un proyecto de edificio con la representación que requería el simbólico emplazamiento y la funcionalidad precisa para convertirse en sede del Euzkadi Buru Batzar y del Consejo Regional de Bizkaia. El proyecto elegido resultaría ser el del arquitecto alavés Koldo Eguren Zendoia.
Con un total de 7.993 metros cuadrados construidos el edificio consta de seis plantas de sótano, planta baja y cinco alturas, en las que se distribuyen las distintas dependencias, principalmente oficinas pero también bar, restaurantes públicos y privados, biblioteca, sala de ruedas de prensa, sala de exposiciones, salón de actos y garajes.
Las diferentes dependencias fueron ocupándose progresivamente a partir de octubre de 1992, y en el verano de 1995, coincidiendo con el centenario de la fundación del PNV, concluyó la segunda fase de las obras.